# Moro de Barajas
Moro de Barajas är en ort i Mexiko.   Den ligger i kommunen Pénjamo och delstaten Guanajuato, i den centrala delen av landet, 280 km väster om huvudstaden Mexico City. Moro de Barajas ligger 1 830 meter över havet och antalet invånare är 156.
Terrängen runt Moro de Barajas är kuperad åt sydost, men åt nordväst är den platt. Runt Moro de Barajas är det ganska tätbefolkat, med 83 invånare per kvadratkilometer. Närmaste större samhälle är Pénjamo, 13,0 km norr om Moro de Barajas. I omgivningarna runt Moro de Barajas växer huvudsakligen savannskog.